# Thilo Irmisch
Johann Friedrich Thilo Irmisch (* 14. Januar 1816 in Sondershausen; † 28. April 1879 ebenda) war ein Botaniker, Heimatforscher und Gymnasiallehrer im Fürstentum Schwarzburg-Sondershausen. Sein offizielles botanisches Autorenkürzel lautet „Irmisch“.

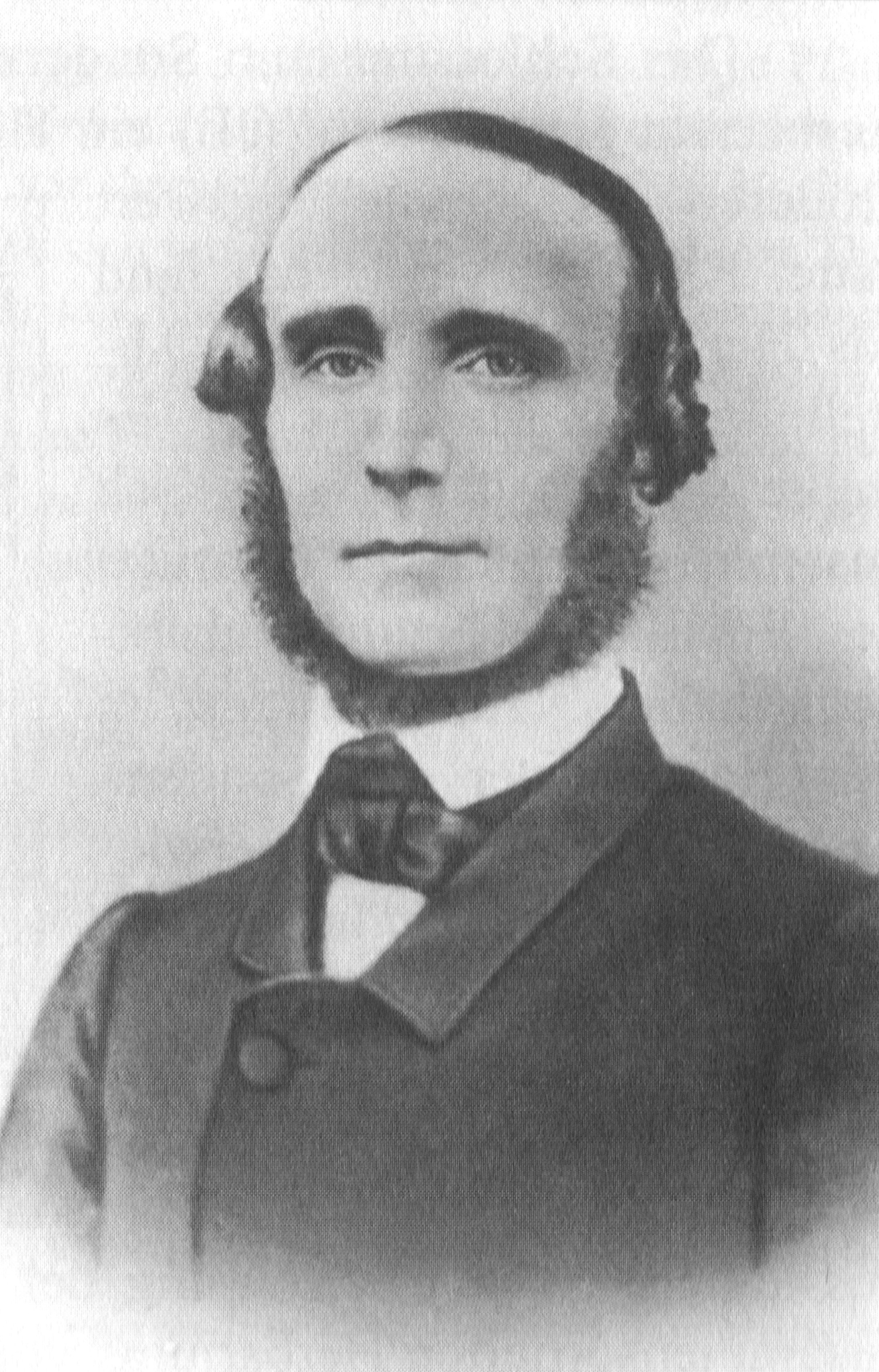
Thilo Irmisch, etwa 43 Jahre alt

## Leben

### Herkunftsfamilie
Thilo Irmisch entstammte der Ehe von Johann Friedrich Irmisch (* 5. Dezember 1783 in Straußberg, † 29. Oktober 1864 in Schlotheim) mit Antoinette Marianna Dorothea Freytag (* etwa 1798, † 25. März 1834 in Schlotheim).
Antoinettes Vater war der Fürstliche Forstrat Johann Anton Christoph Freytag (* 16. März 1768 in Clingen, † 7. Februar 1827 in Sondershausen) in Sondershausen; ihre Mutter war Henriette Christiane Emilie geb. Brinckmann (* 2. Dezember 1769 in Nordhausen, † 23. Dezember 1835 in Sondershausen). Antoinette hatte zwei Schwestern. Friederike Louise (* 4. Mai 1805 in Sondershausen, † 6. Juli 1882 ebenda) heiratete den Regierungsrat Adolf Gottschalck (1794–1855); sie lebten im „Gottschalckschen Haus“ in Sondershausen. Bei ihnen wohnte auch die unverheiratete zweite Schwester Emilie (* etwa 1801, † Mai 1889).
Thilos Vater Friedrich war ein Sohn des Johann Friedrich Irmisch (* 21. April 1748 in Blechhammer, † 26. Juli 1818 in Straußberg), der (spätestens ab etwa 1777) Förster im Schwarzburg-Rudolstädtischen Straußberg war. Zu seinen Aufgaben gehörte es, den Rudolstädter Hof mit Trüffeln zu versorgen; nebenbei betrieb er eine Feuerschwamm-Fabrikation. Dessen Sohn (Friedrichs jüngerer Bruder) Ferdinand (* 17. März 1787 in Straußberg, † 19. Juli 1849 in Schlotheim) war als sein Amtsnachfolger ebenfalls ein Trüffelexperte. Friedrichs älterer Bruder Friedrich Carl (* 19. April 1781 in Straußberg, † 28. Mai 1862 in Ebeleben) war zunächst Leibkutscher bei Fürst Günther in Sondershausen. In dieser Funktion half er dem Preußischen König Friedrich Wilhelm 1806 bei der Flucht vor den französischen Truppen. Kurz darauf wurde Carl Leibjäger; 1835 wurde er Hofjäger, 1837 Förster in Ebeleben und 1857 Wildmeister. Zum Ruhestand 1860 erhielt er das Schwarzburgische Ehrenkreuz III. Klasse. Carls Witwe Christiane Auguste (* etwa 1800, † Mai 1883 in Sondershausen) zog 1864 mit der Tochter Friederike nach Sondershausen. Friedrichs jüngere Schwester Auguste Henriette (* 30. April 1791 in Straußberg, † 18. November 1826 in Sondershausen) war mit dem Pächter G. W. Beyer verehelicht.
Thilos Vater Friedrich war, wie sein Bruder Carl, zunächst Fürstlicher Jäger in Sondershausen. Etwa zur Zeit der Eheschließung mit Antoinette Freytag am 24. November 1815 wechselte er als Privatförster in den Dienst der Familie Hopffgarten im Schwarzburg-Rudolstädtischen Schlotheim. Dort wuchs Thilo bis ins 14. Lebensjahr auf. In der Zeit wurden drei Geschwister geboren. Bei der Geburt des fünften (totgeborenen) Kindes 1834 starb die Mutter Antoinette. Der Vater ging 1835 eine zweite Ehe ein mit der Pfarrerstochter Johanne Friederike Theodore Spannaus (* 28. März 1799 in Schlotheim, † 16. Februar 1878 in Sondershausen). Beim Tod des Vaters 1864 war Thilo neben der Witwe Theodore und einer minderjährigen Tochter Auguste Herzer in Badra der einzige Erbe. Die Witwe zog Ende 1864 nach Badra; sie starb jedoch in Sondershausen.

### Ausbildung und Beruf
Ab Ostern 1829 besuchte Thilo das gerade gegründete Gymnasium in Sondershausen; dabei lebte er in der Familie seiner Tanten im Gottschalckschen Haus. In der musikreichen Residenzstadt lernte er den Kapell-Hautboisten David Himmelstoß (1776‒1840) kennen, in dessen musizierender Familie er „in [s]einer Jugend manche frohe Stunde verlebte“. Irmisch behielt sein Leben lang, wenn auch als Laie, eine Neigung zur Welt der Musik.
Vor allem beschäftigte er sich gern mit Pflanzensuchen und Pflanzenbestimmungen. Mit seinem engen Schulfreund Ludwig Bloedau (1820‒1870) besuchte er häufig dessen Eltern in Himmelgarten; dort befreundeten sie sich mit dem Arzt und Botaniker Friedrich Wallroth (1792‒1857), der als Kreisphysikus in Nordhausen und Freund der Familie ein sehr häufiger Gast war. Wallroth war mit Thilos Onkel Ferdinand gut bekannt; von ihm bezog er reiche Trüffelproben. Thilo war mit Wallroth bis in dessen letzte Jahre in vielfältigem Kontakt. Nach seinem Tod schrieb er einen sehr persönlichen und informationsreichen Nachruf und half beim Nachlass.
In Irmischs Abiturzeugnis vom Ende März 1836 wurden seine besonderen botanischen Interessen und Kenntnisse hervorgehoben. An der Universität Halle schrieb er sich Anfang Mai in der theologischen und in der philosophischen Fakultät ein, und in dem vorgeschriebenen dreijährigen Studium bis Frühjahr 1839 hörte er alles, was für das theologische Staats-Examen verlangt war. Nur im 1. Semester belegte er außerdem eine Veranstaltung von Schlechtendal, dem Direktor des Botanischen Gartens. Schlechtendal (1794–1866) nahm sich seiner sofort „auf das Wohlwollendste“ an, und er wandte der Botanik einen großen Teil seiner Energie zu. So war er 1837 mit Wallroth und Bloedau wochenlang auf Exkursion; 1838 (in seinem 4. Semester) erschien ein erster langer Artikel von ihm in Schlechtendals Zeitschrift Linnaea, 1839 ein (kürzerer) zweiter. Im Herbst 1838 kam Bloedau nach Halle, um ein Medizinstudium aufzunehmen. Im Sommer 1839 belegte Irmisch noch ein zusätzliches Semester mit naturwissenschaftlichen Veranstaltungen und hörte, wie Bloedau, Geognosie und Mineralogie bei Germar und Zoologie bei Burmeister; als Hilfskraft bei Schlechtendal stellte er einen neuen Herbar-Katalog mit 7600 Einträgen zusammen.
Im Herbst 1839 setzte Bloedau sein Medizinstudium in Göttingen fort, und Irmisch ging als Hauslehrer in die Familie des Amtsrats Carl Christian Felber auf dem ehemaligen Klostergut Teistungenburg zwischen Duderstadt und Worbis. Felber selbst hatte 1812‒1813 den späteren Botaniker Ernst Meyer als Hauslehrer; vielleicht hat das diese Entscheidung begünstigt. In den fünf sehr harmonischen Jahren als Hauslehrer verfolgte er systematische botanische Interessen. Zum einen veröffentlichte er 1842 eine ausführlich begründete Ordnung der Orchideen. Zum andern entwickelte er eine sehr allgemeine Systematik der Lebensformen, die er als ein Büchlein drucken ließ, in dem er sich an den Freund Bloedau wandte.
Im Herbst 1844 gingen Irmischs Zöglinge und er selbst an das Sondershäuser Gymnasium. Sein Übergang in den Schuldienst geschah auf ungewöhnliche Weise. Wer nach einem Theologiestudium eine Lehrertätigkeit in Schwarzburg-Sondershausen anstrebte, absolvierte gewöhnlich eine Fürstliche Prüfung, um unter die Kandidaten des Predigeramts aufgenommen zu werden; ein solcher Kandidat konnte als Schullehrer eingesetzt werden. Irmisch erhielt stattdessen im Sommer 1844 einen Wink von der Sondershäuser Konsistorialabteilung für Schulangelegenheiten, er solle den Einsatz als Lehrer am Gymnasium beantragen. Die Abteilung bestand aus dem Gymnasialdirektor Friedrich Gerber, dem Realschuldirektor (und früheren Gymnasiallehrer) Friedrich Hölzer und dem Oberkonsistorialrat Aug. H. Schneemann als dem Vorsitzenden und Vertreter im Geheimerats-Kollegium; Hölzer und Gerber kannten Irmisch seit seinem ersten Tag am Gymnasium. Irmisch stellte am 21. August 1844 einen entsprechenden, von der Konsistorialabteilung unterstützten Antrag, und ab Michaelis wurde er mit (unbezahlter) Unterrichtsaushilfe betraut. Sein Gesuch wurde jedoch im Oktober abgelehnt. Seine formal unerlaubte Schultätigkeit wurde erst nach dringender Argumentation der Konsistorialabteilung im Geheimerats-Kollegium im Mai 1845 legitimiert; und erst am 8. September 1846 erhielt er die definitive (nun auch bezahlte) Anstellung. Er unterrichtete „Naturbeschreibung“ (Botanik und Zoologie), Griechisch, Latein, Deutsch und Religion. Im Februar 1849 wurde er zum Collaborator befördert. Von Frühjahr bis Herbst 1850 wurde Irmisch zur Erziehung und Ausbildung des elfjährigen Prinzen Hugo mit herangezogen; dabei begleitete er ihn und seine Mutter, Fürstin Mathilde, bei einem längeren Aufenthalt in Karlsbad. Am 19. Oktober 1852 wurde er zum Oberlehrer befördert; am 30. Juli 1855 erhielt er den Titel Professor. Er blieb fast 35 Jahre am selben Gymnasium. Am 24. April 1879 erlitt er nach einem botanischen Ausflug mit Freunden einen Schlaganfall; er starb vier Tage später. Wilhelm Kieser, der seine Aufnahme in das Lehrerkollegium erlebte, 1852 sein Direktor wurde und ihn in den letzten Jahren als Vertreter hatte, widmete ihm einen eindringlichen Nachruf. Irmischs Grab auf dem Friedhof an der Promenade, dem heutigen Rosengarten, ist nicht erhalten; die Grabplatte ist im Schlossmuseum Sondershausen verwahrt.

### Hinterlassene Familie
Irmisch verlobte sich Weihnachten 1846 in Arnstadt mit Mathilde Christiane Charlotte Auleb (* 17. Februar 1827, † 7. Juni 1897), Tochter des herrschaftlichen Schornsteinfegermeisters Gottfried Christoph Auleb (1792–1879, auch Aulepp) und dessen zweiter Ehefrau Wilhelmine Friederike geb. Krause (1802–1886). Die Heirat war am 12. Juni 1851 in Arnstadt. Sie hatten zwei Töchter: Luise (* 26. April 1852, † 13. Januar 1928) und Marie (* 27. November 1854, † 24. Juni 1935), verheiratet mit Gustav Wilhelm Hallensleben (1852–1906), Sohn einer mit den Irmischs befreundeten Familie, der später die Beiträge zur Schwarzburgischen Heimathskunde herausbrachte. Die Enkelin Hermine Gertrud Hallensleben (1884–1970) heiratete 1908 den Rechtsanwalt Michael Zahn (1880–1956) in Erfurt, Sohn des Oberhofpredigers Arnold Zahn. Ihre Schwester Anna Katharina (Käthe) Hallensleben (1890–1974) heiratete 1922 den verwitweten Hofkapellmeister Carl Corbach.

## Wirken als Botaniker und Heimatforscher

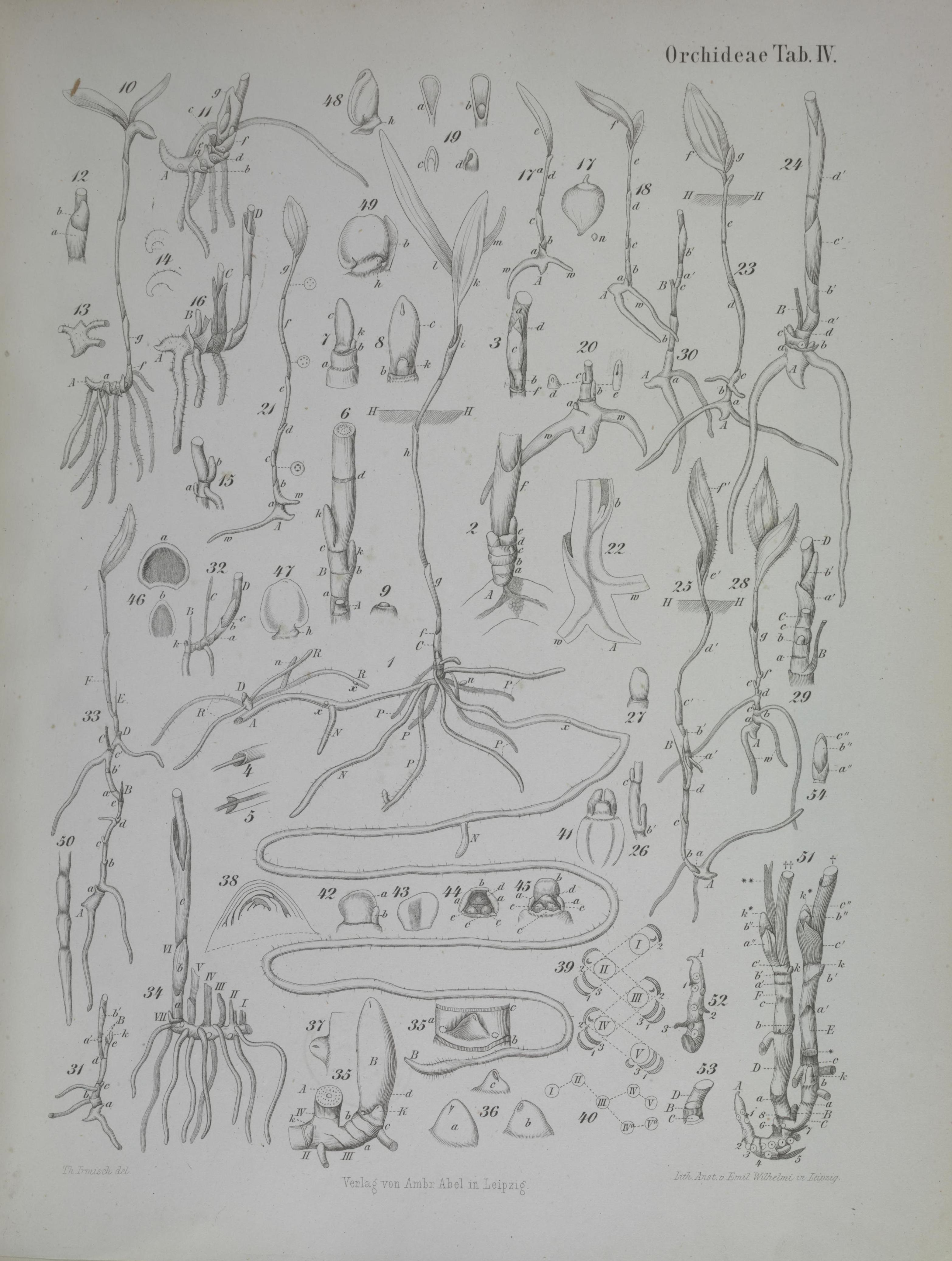
Aus Beiträge zur Biologie und Morphologie der Orchideen (1853)

Neben seiner Tätigkeit als Lehrer arbeitete Irmisch weiter als Botaniker. Sein besonderes Interesse an der Systematik durch Vergleich der Formen führte ihn zur Pflanzenmorphologie. 1846 veröffentlichte er ein Systematisches Verzeichniß der in dem unterherrschaftlichen Theile der Schwarzburgischen Fürstenthümer wildwachsenden phanerogamischen Pflanzen […], ein Verzeichnis von 1023 Arten in 436 Familien der heimischen Blütenpflanzen. Dieser Kleine Irmisch war ein gefragtes Buch. Mit seinen Arbeiten stand er in der Nachfolge von Karl Friedrich Schimper und Alexander Braun. Bekannt geworden ist er durch sein Werk Zur Morphologie der monokotylen Knollen- und Zwiebelgewächse (1850), in welchem er neben der Sprossfolge auch die Lebensverhältnisse dieser Pflanzen in vorbildlicher Weise darstellte.
1851 wurde er von Martius um die Besprechung seines großen Palmenwerks gebeten. Von Anton Kerner erhielt Irmisch regelmäßig Samen, Knollen und Zwiebeln von Pflanzen des Alpenraumes zugesandt. Diesen besuchte er zur Genesung seiner angeschlagenen Gesundheit im Herbst 1876 in dessen Ferienanwesen in Trins.
Er publizierte Aufsätze in diversen naturwissenschaftlichen Fachorganen. Davon gab es häufig separate Abdrucke (z. B. von den Beiträgen zur vergleichenden Morphologie der Pflanzen); außerdem brachte er etliche selbständige Bücher heraus, z. B. die Beiträge zur Biologie und Morphologie der Orchideen (1853). Es war geplant, dass er zu dem Handbuch der physiologischen Botanik, bei dem er (spätestens) ab 1865 Mitherausgeber war, einen Band Die Lehre von der Sprossfolge beisteuerte. In seinem Nachlass fand sich wirklich ein solches Manuskript; es ist aber unveröffentlicht geblieben.
1854 fand Irmisch zusammen mit dem Leipziger Botaniker Wilhelm Hofmeister am Frauenberg bei Sondershausen „die bis dahin noch nirgends beobachteten Keimpflanzen“ der Gemeinen Mondraute. Dieser Beitrag „[s]eines Freundes Prof. Irmisch“ war für Hofmeisters Forschung zum Generationswechsel hochwillkommen, und er hat entsprechend darauf hingewiesen.
Irmisch verfasste insgesamt etwa 150 Titel zur Botanik und stand im Briefwechsel mit über 50 namhaften Botanikern des In- und Auslands. Die zahlreichen an ihn gerichteten Briefe, die sich in seinem Nachlass befanden, sind fast alle bei einem Luftangriff 1945 verbrannt. Von rund 420 dieser Briefe gab es Abschriften, die wahrscheinlich mindestens zum Teil erhalten sind.
Von Juli 1855 bis Ende 1859 hatte er die Redaktion der Neuen Blumen-Zeitung in Weißensee. Ab 1. Februar 1864 bis Ende 1872 redigierte er auf Wunsch des Fürstlichen Ministeriums den nicht-amtlichen Teil von Der Deutsche. Sondershäuser Zeitung nebst Regierungs- und Intelligenzblatt für das Fürstenthum Schwarzburg-Sondershausen, ab Anfang 1873 bis zu seinem Tod ebenso das daraus ausgegliederte Regierungs- und Nachrichtsblatt für das Fürstenthum Schwarzburg-Sondershausen.
Neben seinen botanischen Studien war er Historiker, Archäologe und Heimatforscher. Im August 1853 wurde er zum Mitglied in dem Alterthumsverein ernannt, den der Fürst kurz zuvor gegründet hatte. In der Bibliothek des Vereins fand er Materialien, die seine wissenschaftsgeschichtlichen Interessen nährten. Nach dem Weggang seines Kollegen F. Göbel wurde ihm 1862 die Verwaltung des Fürstlichen Naturalienkabinetts anvertraut. Bei der Aufnahme seiner Arbeit stieß er dort auf die Handschrift Schwarzburgisches Chronicon von Paulus Jovius (ca. 1570–1633). Die unverhoffte Konfrontation mit dem Original der berühmten Schrift wurde ihm ein Anstoß zu mehrjähriger Archivarbeit, aus der zunächst seine umfangreiche Schrift über Jovius und sein Werk resultierte. Später folgten eindringliche Studien zur Geschichte der Schwarzburger Fürstenfamilie und zur Regionalgeschichte. Dabei wurde er von Anfang bis zum Ende seiner Tätigkeit von „[s]einem Freunde Herrn Archivar Richter“ unterstützt.
1873 leitete Irmisch eine Ausgrabung auf dem Frauenberg bei Sondershausen zur Erforschung der Baugeschichte des ehemaligen Klosters Jechaburg. Dabei wurde eine Kirche aus dem 12./13. Jahrhundert freigelegt, welche im 16. Jahrhundert verfallen und abgetragen worden war.
Zusammen mit Karl Chop, Hermann Töpfer und anderen gründete Irmisch im Januar 1863 neben dem Alterthumsverein einen Naturwissenschaftlichen Verein, in dem sich wissenschaftsinteressierte Sondershäuser Bürger wöchentlich zu freiem Gedankenaustausch trafen.
Er war mit dem Theologen Carl Ludloff (1808–1878) befreundet. Dessen gleichnamiger Onkel Carl (1766–1824) war für Irmisch der Anstoß zu einer mediengeschichtlichen Studie.

## Würdigungen

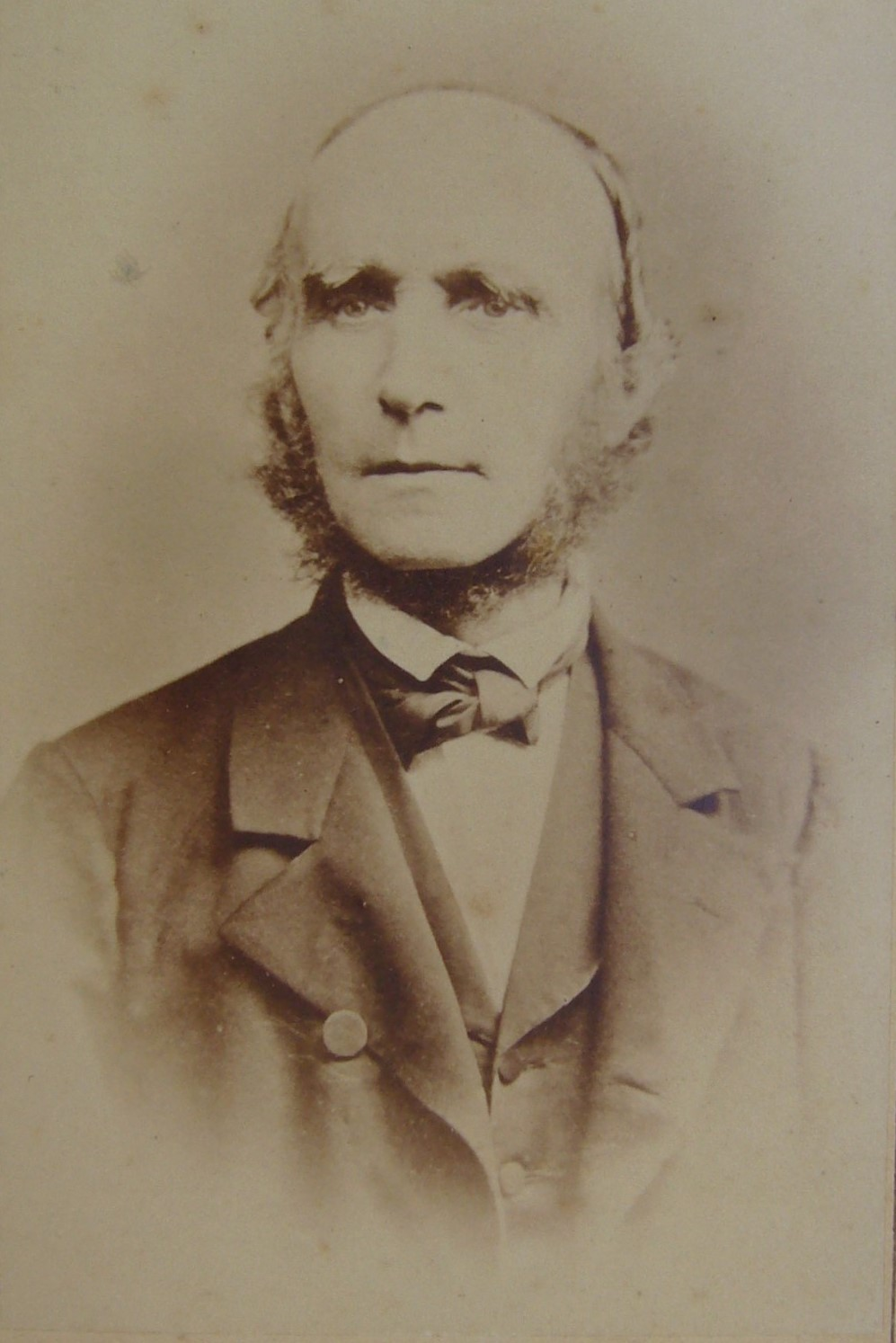
Thilo Irmisch, in höherem Lebensalter

1857 wurde Irmisch von der Universität Rostock der Ehrendoktor für Philosophie verliehen. Für ihn hatte sich Johannes Röper als Dekan eingesetzt. In seiner Begründung hob Röper besonders Irmischs Verdienste um die Wurzelforschung hervor; auch Speta sieht in Irmischs Arbeiten „den eigentlichen Beginn“ der Wurzelmorphologie.
Irmischs Nachrufe berichten, dass ihm von mehreren Universitäten nahegelegt wurde, sich um Universitätsprofessuren zu bewerben (in Erlangen, Halle, Hamburg, Leipzig, München, Rostock), er darauf jedoch nicht einging.
Thilo Irmisch war Ehrenmitglied des „Vereins zur Beförderung der Landwirthschaft“ in Sondershausen, des „Naturwissenschaftlichen Vereins der Rheinpfalz Pollichia“ und der „Philomathischen Societät zu Straßburg i. E.“. Er war ordentliches Mitglied der „Königlich Bayerischen Botanischen Gesellschaft zu Regensburg“, des „Naturwissenschaftlichen Vereins in Halle für Thüringen und Sachsen“, der „Naturforschenden Gesellschaft zu Halle“, der „Physicalisch-medicinischen Societät in Erlangen“, des „Botanischen Vereins für die Provinz Brandenburg“, der „Großherzoglich Sächsischen Gesellschaft für Mineralogie, Geologie und Petrefactologie in Jena“, des „Naturwissenschaftlichen Vereins zu Bremen“, der „Kaiserlichen Societät für Naturwissenschaften in Cherbourg“ und der „Botanical Society of Edinburgh“. Im Februar 1866 wurde er zum Mitglied der Leopoldina gewählt, Beiname „Brisseau-Mirbel“.
Irmisch erhielt im August 1866 die goldene Medaille für Verdienst um Kunst und Wissenschaft des Fürstentums; nach der Ausgrabung der Kapelle auf dem Frauenberg erhielt er Anfang 1874 den Titel Archivrat.
Zwei Gattungen tropischer Pflanzen tragen seinen Namen: Schlechtendal gab 1847 einer Gattung der Asclepiadeen den Namen Irmischia; August Eichler gab 1866 einer Gattung der Combretaceen den Namen Thiloa. Im November 1880 wurde der Botanische Verein für das nördliche Thüringen Irmischia zu Sondershausen gegründet; er brachte von 1881 bis 1886 sechs Jahrgänge seines Korrespondenzblatts heraus. Dort erschien 1882 auch eine Mitteilung von Julius Kühn über einen Pilzparasiten, den er zur Erinnerung an Irmisch benannte. Schlechtendals Witwe überließ dem Verein 158 Originalbriefe, die Irmisch ihrem Ehemann geschrieben hatte.
Der Naturwissenschaftliche Verein und der Altertumsverein hielten 1916 eine gemeinsame Gedächtnisfeier ab. Das Museumskränzchen, das sich als Ergänzung zum Altertumsverein Ende der 1890er Jahre gebildet hatte, brachte 1922 eine Gedenktafel an dem Haus an, in dem Irmisch von 1860 bis 1877 gewohnt hatte (Lange Straße 36). Das naturwissenschaftliche Gymnasium Sondershausen trug ab 1991 bis zu seiner Vereinigung mit dem Geschwister-Scholl-Gymnasium im Jahre 1996 den Namen „Staatliches Gymnasium Prof. Dr. Irmisch“.

## Werke (Auswahl)
- Nachträge zu Meyer’s CHLORIS HANOVERANA aus der Grafschaft Hohnstein. In: Linnaea. Ein Journal für die Botanik in ihrem ganzen Umfange. 12. Band, 1838. S. 38–49.
- Beschreibung einer merkwürdigen Missbildung von der Blüthe von Hordeum hymalayense trifurcatum h. Monsp. In: Linnaea. Ein Journal für die Botanik in ihrem ganzen Umfange. 13. Band, 1839. S. 124–128 + Tafel IV.
- Bemerkungen über die Epipactisarten der deutschen Flora. In: Linnaea. Ein Journal für die Botanik in ihrem ganzen Umfange. 16. Band, 1842. S. 417–462 + Tafel XVII[105] und Nachtrag dazu in 19. Band, 1847. S. 113–124.
- Der Anorganismus. Die Pflanze. Das Thier. Ein Versuch zu deren Bestimmung. Sondershausen 1843.[106] (Digitalisat)
- Systematisches Verzeichniß der in dem unterherrschaftlichen Theile der Schwarzburgischen Fürstenthümer wildwachsenden phanerogamischen Pflanzen, mit Angabe der wichtigsten Culturgewächse. (Beiträge zur Naturgeschichte Nordthüringens. Von F. Göbel[77] und Th. Irmisch. Heft I.) Eupel, Sondershausen 1846.[107] (Digitalisat)
- Nachträge zur Schwarzburgischen Flora. In: Fürstlich Schwarzb. Regierungs- und Intelligenz-Blatt vom 8. Mai 1847, S. 177f.
- Einige Bemerkungen über die Auswahl des Stoffes für den botanischen Unterricht auf Gymnasien und Nachträge zur Flora der Sondershäuser Gegend. In: Jahresbericht über das Fürstl. Schwarzb. Gymnasium zu Sondershausen März 1849, S. 3–31.
- Zur Morphologie der monokotylischen Knollen- und Zwiebelgewächse. Reimer, Berlin 1850 (Digitalisat).[108]
- Beiträge zur Biologie und Morphologie der Orchideen. Abel, Leipzig 1853 (BHL).
- Beitrag zur Naturgeschichte der einheimischen Valeriana-Arten, insbesondere der V. officinalis und dioica. In: Abhandlungen der naturforschenden Gesellschaft zu Halle. 1. Band, Jahrgang 1853, 3. Quartal 1854, S. 19–44 + 4 Tafeln.
- Einige Beobachtungen an einheimischen Orchideen. In: Flora, oder allgemeine botanische Zeitung. 37. Jahrgang (= N.R. 12), 1854. S. 513–524 + Tafel II.
- Morphologische Beobachtungen an einigen Gewächsen aus den natürlichen Familien der Melanthaceen, Irideen und Aroideen. In: Abhandlungen des naturwissenschaftlichen Vereines für Sachsen und Thüringen in Halle. 1. Band, Heft 3, 1856, S. 127–147 + 2 Tafeln. (BHL).
- Handschriftliche Notizen über Valerius Cordus. In: Botanische Zeitung 15. Jg., 1857, Spalte 245f.
- Zur Erinnerung an C. Fr. W. Wallroth. Eine biographische Skizze. In: Botanische Zeitung 15. Jg., 1857. Spalte 545–555.
- Ueber einige Arten aus der natürlichen Pflanzenfamilie der Potameen. In: Abhandlungen des naturwissenschaftlichen Vereines für Sachsen und Thüringen in Halle. 2. Band, Heft 1, 1858. S. 1–56 + 3 Tafeln. (BHL).
- Kurze Bemerkung über die perennirenden Sonchus-Arten der deutschen Flora. In: Verhandlungen des botanischen Vereins für die Provinz Brandenburg und die angrenzenden Länder. 2. Heft, 1860. S. 117–122.
- Beiträge zur Morphologie der Amaryllideen. (Beiträge zur Morphologie der monocotylischen Gewächse von Th. Irmisch. 1. Heft.) Schmidt, Halle 1860 (Digitalisat).
- Ueber einige Fumariaceen. In: Abhandlungen der naturforschenden Gesellschaft zu Halle 6. Band, 1862, S. 195–316 + 9 Tafeln.[109]
- Ueber einige Botaniker des 16. Jahrhunderts, welche sich um die Erforschung der Flora Thüringens, des Harzes und der angrenzenden Gegenden verdient gemacht haben. In: Programm des Fürstlich Schwarzburgischen Gymnasiums zu Sondershausen 1862. S. 3–58 (Digitalisat; Nachdruck in: Beiträge zur Schwarzburgischen Heimathskunde. Band 2, S. 523–403).
- Beiträge zur vergleichenden Morphologie der Pflanzen. [3 Aufsätze] In: Botanische Zeitung. 21. Jg., 1863: Gagea, S. 137–142; Lloydia serotina, S. 161–164 und 169–173; Tulipa, S. 177–181; dazu Tafel V–VII.
- Eduard Stein. In: Der Deutsche 1864 Nr. 36 und 37.
- Zur Erinnerung an Nikolas Dietrich Giseke. In: Der Deutsche vom 23. Februar 1865, S. 181.
- Ueber Papaver trilobum Wallroth. Ein Beitrag zur Naturgeschichte der Gattung Papaver. In: Abhandlungen der naturforschenden Gesellschaft zu Halle. 9. Band, 1866. S. 113–132 + 2 Tafeln.
- [Nachricht über einen bei Otterstedt gefundenen Menschenschädel.] In: Zeitschrift für die Gesammten Naturwissenschaften. 30. Band, 1867. S. 422f.
- Ueber den Thüringischen Chronikenschreiber Magister Paulus Jovius und seine Schriften. In: Programm des Fürstlich Schwarzburgischen Gymnasiums zu Sondershausen 1870. Abdruck bei Eupel, Sondershausen 1870 (Digitalisat; Nachdruck in Beiträge zur Schwarzburgischen Heimathskunde. Band 1, S. 1–106).
- [Selbstauskunft.] In: Forstwissenschaftliches Schriftsteller-Lexikon. Von J. T. C. Ratzeburg. Berlin: Nicolai 1872, S. 272f.
- Elisabeth von Schwarzburg, geborene Gräfin von Ysenburg. Eine Lebensgeschichte aus dem sechzehnten Jahrhundert. Vortrag 24. September 1872.
Abdruck anhand des Vortragsmanuskripts in der Rubrik Kleines Feuilleton von Der Deutsche 1895 (Nr. 164 bis 171; Nachdruck mit modifiziertem Titel in Beiträge zur Schwarzburgischen Heimathskunde. Band 1, S. 109–124).
- Ueber die Trüffeln in der Schwarzburgischen Unterherrschaft. In: Regierungs- und Nachrichtsblatt für das Fürstenthum Schwarzburg-Sondershausen vom 29. Juli bis 16. August 1873, S. 359, 363, 367, 371, 375, 379, 382, 387, 390f.. (Nachdruck in Beiträge zur Schwarzburgischen Heimathskunde Band 2, S. 28–47.)
- Das Begräbnis des Dichters Giseke. In: Regierungs- und Nachrichtsblatt für das Fürstenthum Schwarzburg-Sondershausen vom 1. November 1873, S. 525.
- Ein Brief des Grafen Robert von Leicester an den Grafen Günther XLI. von Schwarzburg. In: Anzeiger für Kunde der deutschen Vorzeit. N.F. 20, 1873. Spalte 89–91.
- Der Jechaburger Chorherr Albrecht (von Halberstadt), ein Dichter des Mittelalters. [und:] Nachträgliches über Albrecht von Halberstadt. In: Beiträge zur Schwarzburgischen Heimathskunde. Band 1, S. 327–356 (Nachdruck aus Regierungs- und Nachrichtsblatt für das Fürstenthum Schwarzburg-Sondershausen, 1873 und 1876).
- Die Kapelle und die Jecheburg auf dem Frauenberge. In: Regierungs- und Nachrichtsblatt für das Fürstenthum Schwarzburg-Sondershausen vom 11. November bis 27. Dezember 1873, S. 541, 545, 549, 553, 557, 561f., 569f., 584f., 613, 616f., 620f. (Nachdruck in Beiträge zur Schwarzburgischen Heimathskunde Band 1, S. 357–386.)
- Ueber den Schriftsteller Carl Ludloff. Zugleich ein Beitrag zur Kenntniß des früheren Zeitungswesens in Sondershausen. In: Regierungs- und Nachrichtsblatt für das Fürstenthum Schwarzburg-Sondershausen vom 10. bis 28. November 1874, S. 539, 542f., 547, 551, 554f., 559, 563, 567 und 570f.. (Nachdruck in Beiträge zur Schwarzburgischen Heimathskunde. Band 2, S. 277–298.)
- [Nachruf auf C. Wilhelm Uhlrich]. In: Regierungs- und Nachrichtsblatt für das Fürstenthum Schwarzburg-Sondershausen vom 28. November 1874, S. 571.
- Ein Thüringer auf Nova-Zembla. In: Regierungs- und Nachrichtsblatt für das Fürstenthum Schwarzburg-Sondershausen vom 25. Februar bis 2. März 1875, S. 94f., 99, 102f. (Nachdruck in Beiträge zur Schwarzburgischen Heimathskunde. Band 2, S. 298‒304.)
- Verzeichniß der Schachtelhalme, der Bärlappgewächse und Farnkräuter, welche bis jetzt in der Schwarzburgischen Unter- und Oberherrschaft und ihrer nächsten Umgegend beobachtet worden sind. In: Regierungs- und Nachrichtsblatt für das Fürstenthum Schwarzburg-Sondershausen vom 18. Mai 1875, S. 234f.. (Nachdruck in Beiträge zur Schwarzburgischen Heimathskunde, Band 2, S. 48–51.)
- Einige Nachrichten über Johann Thal, den Verfasser der Sylva Hercynia. In: Zeitschrift des Harz-Vereins für Geschichte und Alterthumskunde. 8. Jahrgang, 1875. S. 149–161.
- Zur Geschichte der verheerenden Krankheiten im 16. und 17. Jahrhundert. In: Regierungs- und Nachrichtsblatt für das Fürstenthum Schwarzburg-Sondershausen vom 25. Januar bis 12. Februar 1876, S. 42f., 51, 55, 58f., 62f., 66f., 70f. und 74f.. (Nachdruck in Beiträge zur Schwarzburgischen Heimathskunde Band 2, S. 251–277.)
- Ueber einige Pflanzen, bei denen in der Achsel bestimmter Blätter eine ungewöhnlich große Anzahl von Sprossanlagen sich bildet. In: Abhandlungen hrsg. vom naturwissenschaftlichen Vereine zu Bremen 5. Band, 1. Heft, 1876, S. 1–27 + Taf. I und II.
- Zur Familiengeschichte der Gräfin Katharina der Heldenmüthigen. In: Beiträge zur Schwarzburgischen Heimathskunde. Band 1, S. 243–317 (Nachdruck aus Regierungs- und Nachrichtsblatt für das Fürstenthum Schwarzburg-Sondershausen, 1876).
- Zur Erinnerung an Wilhelm Himmelstoß; zugleich ein Beitrag zur Kenntniß früherer Musikzustände in Sondershausen. In: Regierungs- und Nachrichtsblatt für das Fürstenthum Schwarzburg-Sondershausen vom 25. bis 30. November 1876, S. 567f., 571, 575. (Nachdruck in Beiträge zur Schwarzburgischen Heimathskunde. Band 2, S. 157–170. Bearbeiteter Nachdruck in Neue Zeitschrift für Musik 73, 1877, S. 292–294 und 303.)
- Botanisches. a) Einige Bemerkungen über die Veränderungen in dem Pflanzenbestande der Unterherrschaft. b) Die Orchideenflora der Unterherrschaft. In: Regierungs- und Nachrichtsblatt für das Fürstenthum Schwarzburg-Sondershausen vom 22. Mai bis 12. Juni 1877, S. 243, 247, 255, 266f. und 279. (Nachdruck in Beiträge zur Schwarzburgischen Heimathskunde Band 2, S. 52–64.)
- Zur Musikgeschichte Sondershausens. In: Regierungs- und Nachrichtsblatt für das Fürstenthum Schwarzburg-Sondershausen vom 5. bis 14. Juli 1877, S. 319, 323, 327, 330, 335. (Kommentierter Nachdruck einer Berichts von Ernst Ludwig Gerber 1809.) (Nachdruck in Beiträge zur Schwarzburgischen Heimathskunde Band 2, S. 171‒186.)
- Beiträge zur Kenntniß der Beziehungen, welche zwischen dem Prinzen Wilhelm I. von Oranien (dem Schweigsamen) und dem Grafen Günther XLI. von Schwarzburg und dessen Hause stattfanden. In: Beiträge zur Schwarzburgischen Heimathskunde Band 1, S. 155–210 (Nachdruck aus Regierungs- und Nachrichtsblatt für das Fürstenthum Schwarzburg-Sondershausen, 1878).
- [Dr. Friedrich August Ebart]. In: Regierungs- und Nachrichtsblatt für das Fürstenthum Schwarzburg-Sondershausen vom 11. Januar 1879, S. 17f.
- [Dr. Adolf Magerstedt.] In: Regierungs- und Nachrichtsblatt für das Fürstenthum Schwarzburg-Sondershausen vom 17. April 1897, S. 182f.
- Ueber den Todestag des Grafen Günther des Streitbaren und über die Heimbringung seiner Leiche aus den Niederlanden. In: Beiträge zur Schwarzburgischen Heimathskunde Band 1, S. 211–240 (Nachdruck aus Regierungs- und Nachrichtsblatt für das Fürstenthum Schwarzburg-Sondershausen, 1879.)
- Beiträge zur vergleichenden Morphologie der Pflanzen. (6 ‚Abtheilungen‘; Abth. 1 bis 5 in den Abhandlungen der Naturforschenden Gesellschaft zu Halle:)

Abtheilung [1]. In: Abhandlungen usw. 2. Band (Jg. 1854) 1855. S. 31–80 + Tafel I–VIII.
Abtheilung [2]. In: Abhandlungen usw. 3. Band (Jg. 1855) 1856. S. 63–106 + Tafel III und IV. (BHL).
Abtheilung [3]. ebenda S. 107–144 + Tafel V–VII.
Abtheilung [4]. In: Abhandlungen usw. 7. Band, 1863, S. 173–226 + 5 Tafeln.
Abtheilung 5. In: Abhandlungen usw. 13. Band, 1877, S. 159–206, mit Tafel XIV–XIX.
Abtheilung 6. In: Festschrift zur Feier des hundertjährigen Bestehens der Naturforschenden Gesellschaft in Halle a/S. Halle 1879. S. 1–24 + Tafel I und II.
- Die Wachsthumsverhältnisse von Bowiea volubilis Hkr. fil. (Eingeleitet von Franz Buchenau). In: Abhandlungen hrsg. vom naturwissenschaftlichen Vereine zu Bremen. 6. Band, 2. Heft, November 1879. S. 433–440 + Tafel V.
- Vier Beiträge (E. L. Gerber, N. Gerber, P. Götz, J. C. v. Hellbach) in: Allgemeine Deutsche Biographie. 1878–1880.
- Beiträge zur Schwarzburgischen Heimathskunde. Von Th. Irmisch. [Hrsg. von Gustav Wilhelm Hallensleben.] Erster Band. Sondershausen 1905; Zweiter Band. ebenda 1906.
(Eine Sammlung von Nachdrucken in 5 Teilen: (1) […] M. Paulus Jovius […]; (2) Gräfin Elisabeth zu Schwarzburg […]; (3) 68 Stücke aus Zeitungen (das Stück oft aus einer ursprünglichen Folge von mehreren Beiträgen zusammengefügt): ein Stück aus Neue Preußische Zeitung 1876, drei Stücke aus Der Deutsche 1867f., und 64 Stücke aus dem Regierungs- und Nachrichtsblatt für das Fürstenthum Schwarzburg-Sondershausen von 1873 bis 1879 (Digitalisat); (4) […] Botaniker des 16. Jh. […]; (5) drei Nachrufe auf Irmisch: von Gottgetreu Schmidt (April 1879), von Karl Chop (Juli 1879), von Wilhelm Kieser (Ostern 1880). Mit Anmerkungen des Herausgebers. Genaue Nachweise zu allen relevanten Details bei Lengemann 2004).

## Nachweise
1. 1 2 3  Irmischs Selbstauskunft 1872, S. 272.
2. ↑  Im Geburtenbuch von St. Trinitatis in Sondershausen (abgebildet bei May und Köhler S. 2; vgl. Commons) ist der 4. Januar als Geburtstag angegeben. Diese Angabe ist jedoch erst am 11. Februar eingetragen; ein Schreibfehler ist plausibel.
3. ↑  Irmisch todt! (von Gottgetreu Schmidt) und Todesanzeige in Regierungs- und Nachrichtsblatt für das Fürstenthum Schwarzburg-Sondershausen vom 29. April 1879, S. 202 bzw. 204.
4. ↑  Geiger 1982, S. 338.
5. ↑  Todesanzeige in Der Deutsche. Sondershäuser Zeitung 1864 Nr. 131.
6. ↑  laut May und Köhler S. 4: * 22. Mai 1794. Ihre Eltern (s. u.) haben jedoch erst am 16. Juli 1797 geheiratet (laut Nachrichten von der Familie Gottschalck 1851, S. 65).
7. 1 2 3 4 5 6  laut May und Köhler S. 4.
8. ↑  Todesangabe in Regierungs- und Intelligenz-Blatt vom 18. März 1827, S. 92.
9. ↑  Todesanzeige in Fürstlich Schwarzb. Regierungs- und Intelligenz-Blatt vom 27. Dezember 1835, S. 419.
10. ↑  Todesanzeige in Der Deutsche. Zeitung für Thüringen und den Harz 1882 Nr. 158.
11. ↑  Todesangabe in Regierungs- und Nachrichtsblatt für das Fürstenthum Schwarzburg-Sondershausen vom 13. Juni 1889, S. 283.
12. ↑  Vgl. Adressbuch Sondershausen 1877, S. 28 und 30.
13. ↑  Fürstlich-Schwarzburg-Rudolstädtischer Hof- und Addreß-Calender auf das Jahr 1778, S. 139.
14. ↑  Über die Trüffeln usw. 1873, S. 382.
15. ↑  Todesanzeige in Der Deutsche. Sondershäuser Zeitung vom 3. Juni 1862, S. 520.
16. ↑  Beiträge zur Schwarzburgischen Heimathskunde, Band 1, S. 323; Huschke, Alte Geschichten, in Der Deutsche. Zeitung für Thüringen und den Harz 1902 Nr. 178.
17. ↑  Vgl. Schwarzburg-Sondershäusischer Hof- und Address-Kalender auf das Jahr 1831 S. 23.
18. ↑  Fürstlich Schwarzb. Regierungs- und Intelligenz-Blatt vom 11. Oktober 1835, S. 323, vom 1. Oktober 1837, S. 333, und vom 4. Juli 1857, S. 335.
19. ↑  Der Deutsche. Sondershäuser Zeitung vom 8. September 1860, S. 899.
20. ↑  Todesangabe in Regierungs- und Nachrichtsblatt für das Fürstenthum Schwarzburg-Sondershausen vom 7. Juni 1883, S. 271.
21. ↑  Anzeige in Der Deutsche. Sondershäuser Zeitung vom 25. Juni 1864, S. 602; Adressbuch Sondershausen 1877, S. 36, und 1882, S. 37.
22. ↑  Todesangabe in Regierungs- und Intelligenz-Blatt vom 1. Januar 1827, S. 6.
23. ↑  Vgl. Geburtenbuch.
24. ↑  Edictalladung in Der Deutsche. Sondershäuser Zeitung vom 18. April 1865, S. 357.
25. ↑  Anzeige in Der Deutsche. Sondershäuser Zeitung vom 20. Dezember 1864, S. 1210.
26. ↑  Todesangabe in Regierungs- und Nachrichtsblatt für das Fürstenthum Schwarzburg-Sondershausen vom 2. März 1878, S. 108.
27. ↑  Über den Schriftsteller Carl Ludloff usw. 1874, S. 543 Sp. 1 und 547 Sp. 2.
28. ↑  Dazu gehörten neben dem Vater David mit seiner Frau Auguste geb. Kirchner (1783‒1862) und ihrer Schwester Dorothea verwitw. Ludloff (1774‒1845) die musizierenden Söhne Carl (1806‒1855), Wilhelm (1809‒1876) und August (1817‒1877). Vgl. Zur Erinnerung an Wilhelm Himmelstoß usw. 1876, S. 571 Sp. 3.
29. ↑  Über die Trüffeln usw. 1873, S. 387.
30. ↑  Zur Erinnerung an C. Fr. W. Wallroth usw. 1857; Wallroth’s Sammlungen 1858.
31. ↑  Laut Müllerott (1974; 1980, S. 59) hielt er auch eine Probepredigt in Sondershausen. Die faktische Grundlage für diese Angabe ist jedoch unbekannt.
32. 1 2 3  Kieser S. 6.
33. ↑  Zur Erinnerung usw. 1857, Sp. 550f.
34. ↑  Verzeichnis der Studierenden in Halle No. 35 (SS 1839), S. 11.
35. ↑  Werner 1988, S. 13. Archiveintrag: Index Herbarii Universitatis Litter. Halensis / conscriptus a Thilone Irmisch theol. st. Thuringo. 1839. Handschrift, Signatur: Hs.-Abt. Yf 8° 28. (Katalognachweis)
36. ↑  Geiger 1980, S. 360; Amtsblatt der königlichen Regierung zu Erfurt. Jahrgang 1840, S. 231.
37. ↑  Geiger 1982, S. 338; vgl. Meyers Autobiographie in Die neuen Preußischen Provinzial-Blätter andere Folge. Band XI, 1857, S. 204.
38. ↑  Bemerkungen über die Epipactisarten usw.; analysiert bei Reinhardt 2007.
39. ↑  Der Anorganismus usw. 1843, S. 3.
40. ↑  vgl. Gesetz-Sammlung Schwarzburg-Sondershausen 1841, Nr. 218, bes. S. 21f.
41. ↑  Friedrich Gerber. Zu seinem 150. Geburtstage von H. Gresky, in: Der Deutsche. Thüringer Tageblatt 1926 Nr. 267.
42. ↑  [Nachruf] in Der Deutsche. Zeitung für Thüringen und den Harz 1886 Nr. 73.
43. ↑  Dr. August Heinrich Schneemann. Zu seinem 125. Geburtstage von H. Gresky, in: Der Deutsche. Thüringer Tageblatt 1928 Nr. 254.
44. ↑  Im Schulprogramm 1846 ist er als Hilfslehrer für das ganze Schuljahr (ab Ostern 1845) geführt: Jahresbericht über das Fürstl. Schwarzb. Gymnasium zu Sondershausen März 1846, S. 29–32.
45. ↑  Fürstlich Schwarzb. Regierungs- und Intelligenz-Blatt vom 10. Februar 1849, S. 68.
46. ↑  Vgl. Hugos Nachruf (vermutlich von Irmisch) in Der Deutsche. Sondershäuser Zeitung vom 28. November 1871, S. 1124.
47. ↑  Fürstlich Schwarzb. Regierungs- und Intelligenz-Blatt vom 30. Oktober 1952, S. 386, und vom 4. August 1855, S. 365.
48. ↑  Abbildung bei May und Köhler S. 8.
49. ↑  Arnstädtisches Regierungs- und Intelligenz-Blatt vom 12. Mai 1827, S. 87.
50. ↑  Der Deutsche. Zeitung für Thüringen und den Harz 1897 Nr. 131.
51. 1 2  laut Lengemann 2011, S. 162.
52. ↑  Der spätere Amtsgerichtsrat Dr. jur. Hermann Auleb (1832–1911) in Gehren war ein Bruder.
53. ↑  Verlobungsanzeige und Heiratsangabe in Privilegirtes Arnstädtisches Regierungs- und Intelligenz-Blatt vom 2. Januar 1847 und 2. August 1851, S. 2 bzw. S. 271.
54. ↑  Fürstlich Schwarzb. Regierungs- und Intelligenz-Blatt vom 17. Juli 1852, S. 258.
55. ↑  Der Deutsche. Thüringer Tageblatt 1928 Nr. 12.
56. ↑  Fürstlich Schwarzb. Regierungs- und Intelligenz-Blatt vom 20. Januar 1855, S. 35.
57. ↑  Der Deutsche. Thüringer Tageblatt 1935 Nr. 149.
58. ↑  Todesanzeigen in Der Deutsche 1906 Nr. 297 und 298.
59. ↑  Verlobung Anfang 1877, Heirat am 30. September 1879 (Regierungs- und Nachrichtsblatt für das Fürstenthum Schwarzburg-Sondershausen vom 2. Januar 1877, S. 3; Genealogisches Handbuch bürgerlicher Familien. Band 5, Berlin 1897, S. 120f.).
60. 1 2  laut May und Köhler S. 5.
61. ↑  Thüringer Pfarrerbuch. Band 2: Fürstentum Schwarzburg-Sondershausen. 1997. ISBN 3-7686-4148-1, S. 423.
62. ↑  Heiratsanzeige in Der Deutsche. Thüringer Tageblatt 1922 Nr. 198.
63. ↑  Die Bitte ist abgedruckt bei Müllerott 1980, S. 64f.; die Besprechung in Flora Bd. 35, 1852, S. 42–48, 57–62, 73–78, 328–336, 339–346, 354–368, 500–511.
64. ↑  Briefe von Irmisch an Kerner in E. M. Kronfeld: Anton Kerner von Marilaun. Leben und Arbeit eines deutschen Naturforschers. Tauchnitz, Leipzig 1908, S. 264–274.
65. ↑  Vgl. den Verlagsprospekt von 1866.
66. ↑  Kieser S. 9; nach Deutung von Müllerott 1980 S. 68f. hatte Irmisch die Veröffentlichung schon 1871 endgültig aufgegeben, weshalb die Erben eine posthume Veröffentlichung ablehnten.
67. ↑  Verzeichniß der Schachtelhalme usw. S. 234f. Der begleitende Briefwechsel mit Hofmeister von Juni bis September 1854 ist ausführlich dargelegt bei Geiger 1982, S. 339ff.
68. ↑  In Beiträge zur Kenntniss der Gefässkryptogamen II. In: Abhandlungen der mathematisch-physischen Classe der Königlich Sächsischen Gesellschaft der Wissenschaften, 3. Band (= Abhandlungen der Königlich Sächsischen Gesellschaft der Wissenschaften, 5. Band), 1857, S. 603–682 + 13 Tafeln. (hier: S. 657.)
69. ↑  Offenbar waren z. B. die originalen Briefe von Wallroth in der Hand von Müllerott. (Geiger 1980, S. 357ff.)
70. ↑  Informationen darüber bei Engel 1940, S. 15f., bei Müllerott 1980, S. 61–68, und bei Geiger 1980.
71. ↑  im Nachlass des Lehrers Hermann Müller (1891–1984) im Schlossmuseum Sondershausen unter der Signatur MuA Na 17 ff.
72. ↑  laut seiner Notiz in Beiträge zur Schwarzburgischen Heimathskunde Bd. 1, S. 127.
73. ↑  Die einschlägigen Jahrgänge der beiden Zeitungen sind digitalisiert zugänglich: Der Deutsche und Regierungs- und Nachrichtsblatt.
74. ↑  Fürstlich Schwarzb. Regierungs- und Intelligenz-Blatt vom 13. August 1853, S. 355.
75. ↑  Instruction für den Verein für deutsche Geschichts- und Alterthumskunde, Gesetz-Sammlung Schwarzburg-Sondershausen 1853 Nr. 23.
76. ↑  Vgl. Handschriftliche Notizen usw. von 1857.
77. 1 2  Ferdinand Göbel (1805–1876) war ab 1836 Lehrer am Gymnasium Sondershausen. Daneben führte er ab 1842 die Aufsicht über das Fürstliche Naturalienkabinett in Sondershausen; er war auch ein Gründungsmitglied des Alterthumsvereins. Anfang 1862 wurde er Rektor der Realschule in Arnstadt. (Lutze, Schulgeschichte S. 33f.; Fürstlich Schwarzb. Regierungs- und Intelligenz-Blatt vom 27. März 1836, S. 103; Der Deutsche 1862 Nr. 1 und 5; Fürstliches Naturalienkabinett, Arch.-Sign. 2034).
78. ↑  Der korrekte Ort für die (den Kennern wohlbekannte) Handschrift wäre das Fürstliche Archiv gewesen; vgl. Apfelstedt, Heimathskunde für die Bewohner des Fürstenthums Schwarzburg-Sondershausen, Erstes Heft, 1854, S. 123.
79. ↑  Irmisch, Jovius 1870 S. 3.
80. ↑  Ueber den Schriftsteller Carl Ludloff, S. 567. Ernst Richter (1813–1881) war ab 1854 Mitglied im Alterthumsverein und etwa von da an auch Archivar des Landesarchivs; vgl. Adressbuch 1877 S. 63 und S. 49.
81. ↑  Vgl. Naturwissenschaftlicher Verein zu Sondershausen. In: Regierungs- und Nachrichtsblatt für das Fürstenthum Schwarzburg-Sondershausen vom 15. April 1884 S. 183f. Der Verein war etliche Jahrzehnte aktiv, vgl. Adressbuch 1882 S. 85, 1900 S. 124, 1913 S. 133.
82. ↑  Geschichte der Familie Ludolf-Ludloff. [Von Rudolf Friedrich Ludloff.] o. O., o. J. [Coburg 1910.] (Digitalisat) S. 12f.
83. ↑  Das Promotionsdiplom ist auf den 30. Juni 1857 datiert (bei Kieser und bei Müllerott falsch angegeben: „1853“). Bei Höxtermann S. 198 gibt es eine gut lesbare Abbildung; dort auch das Anschreiben vom 11. Juli und Irmischs Dankschreiben vom 16. Juli 1857. Vgl. die genaue Darlegung in der Botanischen Zeitung 15, 1857, Spalte 519f., und im Nachruf der Leopoldina.
84. ↑  Höxtermann S. 197; Speta S. 241. Carl von Bloedau, dem Irmisch sein Orchideen-Buch von 1853 widmete, nannte seine Tätigkeit deshalb eine „bergmännisch-botanische“ (Beiträge usw. S. VI).
85. ↑  So z. B. Kieser S. 11. Die faktische Grundlage für diese Angaben ist jedoch nicht klar. Im Fall von Hamburg (1862) und Halle (1866) scheint es sicher, dass die Universität sich ausdrücklich nicht für Irmischs Bewerbung entschieden hat. (Geiger 1981, S. 126f.)
86. ↑  aufgenommen 1856 (Fünfzehnter Jahresbericht der Pollichia, eines naturwissenschaftlichen Vereins der Rheinpfalz, Landau in der Pfalz 1857, S. XV).
87. ↑  laut Chop und Leopoldina. Gemeint war die Association (oder auch Société) philomathique vogéso-rhénane von Friedrich Kirschleger; vgl. die Biographie in Bulletin de la Société d’histoire naturelle de Colmar, 13./14. Jg., Colmar 1872, S. 297‒322, hier: S. 306ff.
88. ↑  aufgenommen am 11. Februar 1850 (Flora oder allgemeine botanische Zeitung, 33. Jg., vom 14. Mai 1850, S. 287).
89. ↑  aufgenommen am 7. Mai 1851 (Jahresbericht des naturwissenschaftlichen Vereines in Halle (Vierter Jahrgang 1851.) Berlin 1852, S. 29).
90. ↑  aufgenommen am 11. Juni 1853 (Abhandlungen der naturforschenden Gesellschaft zu Halle 1. Band, 2. Quartal, Halle 1853, S. 76).
91. ↑  ab 1. Januar 1860 (Verhandlungen des botanischen Vereins für die Provinz Brandenburg und die angrenzenden Länder, 1. Heft 1859, S. XIII).
92. ↑  aufgenommen 1876/77 (Zwölfter Jahresbericht des naturwissenschaftlichen Vereines zu Bremen 1877, S. 14).
93. ↑  Vgl. Memoires de la Société impériale des sciences naturelles de Cherbourg. Tome X, 1864, S. 338.
94. ↑  aufgenommen am 11. Januar 1872 (Transactions of the Botanical Society, Vol. XI, Edinburgh 1873, S. 290).
95. ↑  Leopoldina. Amtliches Organ der Kaiserlichen Leopoldino-Carolinischen Deutschen Akademie der Naturforscher. Heft 5, 1866, S. 93.
96. ↑  Der Deutsche 1866 Nr. 95; Regierungs- und Nachrichtsblatt für das Fürstenthum Schwarzburg-Sondershausen vom 6. Januar 1874, S. 9.
97. ↑  Linnaea. Band 19, 1847, S. 738f.; später durch die ältere Bezeichnung Metastelma ersetzt.
98. ↑  Flora oder allgemeine botanische Zeitung Band 49, 1866, S. 145ff.
99. ↑  Der Deutsche. Zeitung für Thüringen und den Harz 1880, Nr. 280.
100. ↑  Irmischia. Correspondenzblatt des botanischen Vereins für das nördliche Thüringen. Sondershausen. (Digitalisate)
Außerdem gab es Abhandlungen des Thüringischen Botanischen Vereins IRMISCHIA zu Sondershausen in 3 Heften von 1882 bis 1887. (Digitalisate)
101. ↑  Paipalopsis Irmischiae, ein neuer Pilzparasit unseres Florengebietes. In: Irmischia 2. Jahrgang, 1882. S. 39f.
102. ↑  Irmischia 1. Jahrgang, 1881, S. 15.
103. ↑  Der Deutsche 1916 Nr. 16 und 19.
104. ↑  Die Kosten der Anbringung und Unterhaltung trug die Stadt. (Der Deutsche. Thüringer Tageblatt 1922 Nr. 48 und 54; May und Köhler S. 8.)
105. ↑  gewidmet dem früheren Teistungenburger Hauslehrer Ernst Meyer.
106. ↑  Kühl besprochen von H. M. in Botanische Zeitung 1. Jg., 1843, Spalte 718–720.
107. ↑  Verlagsanzeige in Fürstlich Schwarzb. Regierungs- und Intelligenz-Blatt vom 2. Mai 1846, S. 154.
108. ↑  Dazu sind Widmungsverse überliefert: Günther Schmid, Ein Gedicht des Botanikers Thilo Irmisch, in Der Deutsche 1921 Nr. 63.
109. ↑  Vgl. dazu Irmischs Brief an Kerner vom 4. Juli 1862, S. 271f.
110. ↑  Irmisch schrieb diesen 6. Teil im „Frühjahr 1879 […] kurz vor seinem Heimgange“. (Beiträge zur Schwarzburgischen Heimathskunde. Band 1, S. IIIf.)
111. ↑  Weitgehend inhaltsgleich mit S. 7–14 von Lengemann 2004.
112. ↑  Dabei sind wissenschaftsgeschichtliche Arbeiten mitgezählt.

| Personendaten    | Personendaten                                        |
| ---------------- | ---------------------------------------------------- |
| NAME             | Irmisch, Thilo                                       |
| ALTERNATIVNAMEN  | Irmisch, Johann Friedrich Thilo (vollständiger Name) |
| KURZBESCHREIBUNG | deutscher Botaniker                                  |
| GEBURTSDATUM     | 14. Januar 1816                                      |
| GEBURTSORT       | Sondershausen                                        |
| STERBEDATUM      | 28. April 1879                                       |
| STERBEORT        | Sondershausen                                        |